# Herb gminy Trąbki Wielkie
Herb gminy Trąbki Wielkie – jeden z symboli gminy Trąbki Wielkie, ustanowiony 20 grudnia 1994.

## Wygląd
Herb przedstawia na tarczy koloru czerwonego w jego centralnej części elementy herbu Gdańska - złota korona i dwa białe krzyże. Zostały one otoczone przez dwie złote trąbki.